# وایارن
وایارن (به آلمانی: Weyarn) یک شهر در آلمان است که در بایرن واقع شده‌است.

## خصوصیات
وایارن ۴۶٫۶۸ کیلومترمربع مساحت دارد ۶۷۱ متر بالاتر از سطح دریا واقع شده‌است.